# Kaminka (Neuhausen/Spree)
Kaminka (niedersorbisch Kamjeńki) ist ein zum Ortsteil Bagenz gehörender bewohnter Gemeindeteil der Gemeinde Neuhausen/Spree im Landkreis Spree-Neiße in Brandenburg. Bis zum 19. September 2004 gehörte der Ort zu der bis dahin eigenständigen Gemeinde Bagenz.

## Lage
Kaminka liegt in der Niederlausitz, rund 14 Kilometer Luftlinie südöstlich des Stadtzentrums von Cottbus. Westlich des Ortes befindet sich die Talsperre Spremberg. Umliegende Ortschaften sind Laubsdorf im Norden, Heideschenke im Nordosten, Kahsel im Osten, Bagenz im Süden sowie Bräsinchen und Neuhausen im Nordwesten.
Kaminka liegt an der Landesstraße 47 zwischen Laubsdorf und Spremberg. Westlich des Dorfes befindet sich die Bahnstrecke Berlin–Görlitz, der Bahnhof Bagenz liegt in Kaminka.

## Geschichte
Kaminka entstand als Ausbausiedlung des Rittergutes Bagenz und wurde erst relativ spät als eigenständige Siedlung geführt. Noch in der Topografisch-statistischen Übersicht des Regierungsbezirks Frankfurt a.d.O. aus dem Jahr 1867 wird Kaminka als „ausgebaute Gehöfte“ von Bagenz bezeichnet. Auf den Messtischkarten des Deutschen Reiches aus dem späten 19. bzw. frühen 20. Jahrhunderts wird die Siedlung als Kamenka bezeichnet. Der Ort gehörte damals zum Kreis Spremberg im Regierungsbezirk Frankfurt der preußischen Provinz Brandenburg. Bei der Kreisreform in der DDR vom 25. Juli 1952 blieb Bagenz mit Kaminka beim Kreis Spremberg, der zum Bezirk Cottbus kam.
Nach der Wiedervereinigung bestand der Kreis Spremberg als Landkreis Spremberg im Land Brandenburg weiter. Am 16. Juli 1992 schloss sich Bagenz mit Kaminka dem Amt Neuhausen/Spree an. Bei der Kreisreform in Brandenburg im Dezember 1993 ging der Landkreis Spremberg im neu gegründeten Landkreis Spree-Neiße auf. Seit dem Zusammenschluss der Gemeinden des Amtes Neuhausen/Spree am 19. September 2004 gehört Kaminka als bewohnter Gemeindeteil zum Ortsteil Bagenz der Gemeinde Neuhausen/Spree.